# West Havre (Montana)
West Havre es un lugar designado por el censo ubicado en el condado de Hill en el estado estadounidense de Montana. En el Censo de 2010 tenía una población de 316 habitantes y una densidad poblacional de 64,28 personas por km².

## Geografía
West Havre se encuentra ubicado en las coordenadas 48°32′49″N 109°43′51″O / 48.54694, -109.73083. Según la Oficina del Censo de los Estados Unidos, West Havre tiene una superficie total de 4.92 km², de la cual 4.92 km² corresponden a tierra firme y (0%) 0 km² es agua.

## Demografía
Según el censo de 2010, había 316 personas residiendo en West Havre. La densidad de población era de 64,28 hab./km². De los 316 habitantes, West Havre estaba compuesto por el 91.46% blancos, el 0.32% eran afroamericanos, el 3.16% eran amerindios, el 0.32% eran asiáticos, el 0% eran isleños del Pacífico, el 0% eran de otras razas y el 4.75% pertenecían a dos o más razas. Del total de la población el 2.22% eran hispanos o latinos de cualquier raza.